# یونوگرام
یونوگرام گراف داده ساخته شده با یونوسوند است. این نمودار، فرازای فرضی یون‌کره در برابر بسامد را نشان می‌دهد. یونوگرام‌ها بیشتر به نیمرخ‌های چگالی الکترونی تبدیل می‌شوند. به خاطر رویدادهای آب‌وهوای فضایی، ممکن است از داده یونوگرام‌ها برای اندازه‌گیری تغییرات بار الکتریکی در یون‌کره زمین استفاده شود.

## توضیح

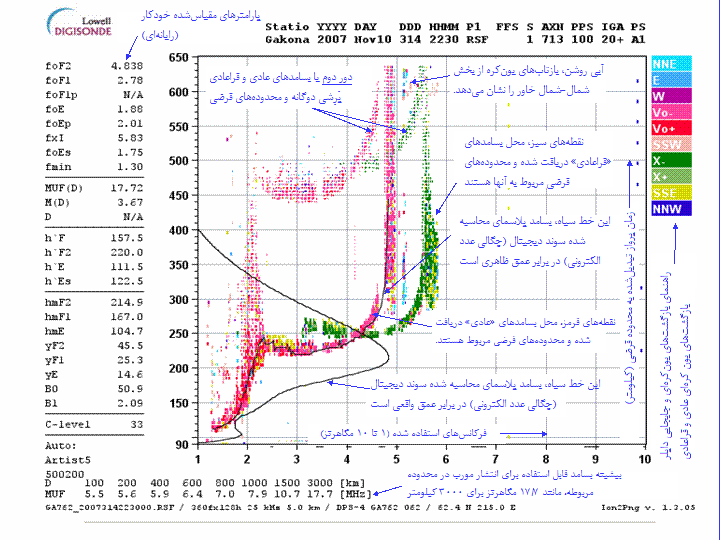
یونوگرام ساخته شده توسط نرم‌افزار Lowell Digisonde این یونوگرام یک لایه F به خوبی شکل گرفته را با بیشینه یونیزه‌شده در فرازای ۲۲۰ کیلومتری نشان می‌دهد. در فرازای ۱۱۰ کیلومتری، کمی از اطلاعات لایه E از دست رفته‌است. یونوگرام، به وضوح چگونگی جدایش سیگنال سوند دیجیتال منتقل شده به امواج عادی و فراعادی بازتاب‌یافته را نشان می‌دهد. نمودار یونوگرام و پارامتر foF2 در گوشه چپ، نشان می‌دهند که بیشترین بسامدی که بر اثر برخورد عمودی از یوکره باز می‌تابد (مانند موج رادیویی که مستقیماً از زمین می‌تابد) برابر ۴/۸ مگاهرتز است. این نگاره از قالب GIF به PNG تغییر کرده است.